# Tramlijn 6 (Rotterdam)
Tramlijn 6 van de Rotterdamse RET verbindt het Heemraadsplein met de Nieuwe Binnenweg, Centraal Station, de wijk Oude Noorden en Station Noord naar de Kleiweg.

## Geschiedenis
De eerste lijn 6 reed van de Walenburgerweg naar Boompjes. In 1910 werd de lijn verlengd van de Walenburgerweg naar de Heulbrug en dertien jaar later opnieuw naar de Heer Vrankestraat. In 1926 werd de lijn verlengd aan de andere kant, naar het Prinsenhoofd (Noordereiland). In 1930 werd de verlenging naar de Heer Vrankestraat weer ingekort tot de Insulindestraat en drie jaar later helemaal verlegd naar de Abraham Kuyperlaan. In 1934 werd eindpunt Prinsenhoofd vervangen door Station Maas en drie jaar later aan de andere kant juist verlengd, naar de Gordelweg.
Na het bombardement kwam er een nieuwe lijn 6, met de route Schieweg - Parklaan. Datzelfde jaar werd de lijn verlengd van de Schieweg naar de Statenweg en nog later dat jaar naar Diergaarde Blijdorp.
In 1944 kwam er opnieuw een nieuwe lijn 6, welke alleen op zondag reed, met de route Willemsplein - Diergaarde Blijdorp.
De voorlaatste lijn 6 werd ingesteld op 2 september 1967 en verving lijn 10, die op dezelfde datum werd opgeheven.
De route was Kleiweg–Straatweg–Bergweg–Benthuizerstraat–Zaagmolenstraat–Jonker Fransstraat–Goudsesingel–Pompenburg–Hofplein–Coolsingel–Churchillplein–Schiedamsevest–Witte de Withstraat–Eendrachtsweg–Westzeedijk–Ruigeplaatbrug–Hudsonplein–Spanjaardstraat–Schiedamseweg–Marconiplein–Mathenesserdijk–P.C. Hooftplein–Huygensstraat–Spartastraat.
Op 23 juli 1969 werd lijn 6 verlegd via Schiedamsedijk – Vasteland – Westzeedijk. Tijdens de metrobouw op de Schiedamseweg in de jaren tachtig kon lijn 6 enkele jaren niet naar Spangen rijden en werd tijdelijk ingekort tot een keerdriehoek in de Spanjaardstraat. Van medio 1990 tot medio 1992 heeft lijn 6 ruim een jaar het trajectdeel Hofplein - Spangen geruild met het traject Rotterdam Centraal (Centraal station heette dat destijds) - Heemraadsplein - (Schiedam) van lijn 4. Omdat die wijziging geen succes bleek te zijn, is zij na ruim een jaar ongedaan gemaakt.
Op 28 augustus 2000 werd lijn 6 opgeheven en gedeeltelijk vervangen door lijn 8.
Op 6 januari 2025 wordt het tramnetwerk in Rotterdam veranderd; het was de bedoeling om veel tramlijnen een andere route en een ander lijnnummer te geven. De nieuwe lijn 6 krijgt vanaf de Kleiweg een snellere route naar Rotterdam Centraal. De tram rijdt niet meer via de Zaagmolenstraat en Linker Rottekade maar loopt vanaf de halte Kootsekade parallel aan lijn 4, waarbij de vertrektijden op elkaar zijn afgestemd.

## Exploitatie
Lijn 6 rijdt op alle dagen van de week een 20-minutendienst. Lijn 4 zorgt tussen Heemraadsplein en Kootsekade voor een dubbele frequentie.

## Materieel
Tramlijn 6 is volledig geschikt voor lagevloertrams en wordt geëxploiteerd met de Citadis, een tram van de bouwer Alstom. De lijn is niet geheel rolstoeltoegankelijk, want enkele haltes hebben geen verhoogd perron.